# Formule E-circuit van Moskou
Het Formule E-circuit van Moskou is een stratencircuit in Moskou, Rusland. Op 6 juni 2015 wordt de negende Formule E-race op dit circuit verreden. Het circuit loopt langs het Kremlin en het rechte stuk van start/finish loopt langs de Moskva. Langs het circuit liggen ook het Staraja plosjtsjad (Oude plein), het Rode Plein, het Gostiny Dvor en de Kathedraal van de Voorbede van de Moeder Gods.